# Vittoria Doria

Stemma dei Doria

Vittoria Doria (Genova, 1569 – 27 giugno 1618) è stata una nobildonna italiana.

## Biografia
Era figlia dell'ammiraglio Gianandrea Doria, principe di Melfi e di Zanobia Del Carretto, contessa di Loano.

## Discendenza
Sposò nell'aprile 1587 Ferrante II Gonzaga, duca di Guastalla ed ebbero numerosi figli:
- Zenobia (1588-1618), sposò Giovanni III d'Aragona Tagliavia;
- Cesare (1592-1632), duca di Guastalla, sposò Isabella Orsini;
- Francesco (1593/1594-1643), generale al servizio del Papa, sposò nel 1632 Francesca Orniechi (?-1641) ed ebbe quattro figli naturali;
- Filippo (23 giugno 1599-1616), religioso;
- Giannettino (1600-1649), religioso;
- Carlo (30 aprile 1602-1670), cavaliere dell'Ordine del Redentore nel 1633, sposò Maria Cignacchi;
- Camilla (16 giugno 1603 - 1609/1610);
- Isabella (8 luglio 1605 - 28 febbraio 1631), monaca suor Angela Luigia presso l'Annunziata a Guastalla;
- Vincenzo (1606-1694), viceré di Sicilia dal 1677;
- Artemisia (22 aprile 1608 - post 1628), monaca di clausura in S. Maria degli Angeli a Bologna;
- Vittoria (22 maggio 1609 - 19 luglio 1689), monaca suor Angela in S. Maria della Neve a Parma;
- Camilla (23 settembre 1611 - novembre 1612);
- Andrea (?-1686), conte di San Paolo, sposò Laura Crispano.